# Demas Range
Die Demas Range ist ein Gebirgszug an der Hobbs-Küste des westantarktischen Marie-Byrd-Lands. Sie ragt mit dem Mount Goorhigian als höchster Erhebung bis zu 1115 m hoch in nord-südlicher Ausrichtung auf. Zur Demas Range gehören der Rockney Ridge, Mount Goorhigian, das Holmes Bluff und der Kouperov Peak.
Entdeckt wurde sie von der United States Antarctic Service Expedition (1939–1941) unter der Leitung des US-amerikanischen Polarforschers Richard Evelyn Byrd. Das Advisory Committee on Antarctic Names benannte sie nach Pete Demas (1905–1979), Mitglied der Byrd-Expeditionen von 1928 bis 1930 und von 1933 bis 1935.